# Männer-Turn-Verein München von 1879
Il Männer-Turn-Verein München von 1879 e.V., noto come MTV München von 1879 e.V. e semplicemente come MTV München, è una società polisportiva tedesca del centro di Monaco di Baviera. Con più di 6 000 membri al 2021 è la più grande polisportiva della città della Baviera. Le sue divisioni sportive hanno ottenuto numerosi successi nazionali e internazionali. Dalla sua sezione calcistica trasse origine, nel 1897, il Bayern Monaco, fondato ufficialmente nel 1900.

## Storia
Il 29 giugno 1879 i quattro ginnasti Franz-Paul Lang, Ferdinand Dix, Josef Hailer e Max Meisinger fondarono il club. I fondatori erano in precedenza membri del Turn- und Sportvereins München ("Club ginnico e sportivo di Monaco di Baviera"), da cui in seguito nacque il club Turn- und Sportverein München von 1860, noto in italia come Monaco 1860. Nell'agosto 1879 l'MTV divenne membro del Bayerischer Turnverband ("associazione ginnica bavarese").
Negli anni seguenti si formarono altri reparti sportivi oltre a quello ginnico: scherma (1880), canto (1880), calcio (1897), mazza e palla, pallacanestro, anelli, hockey su ghiaccio (tutti nel 1900), hockey, atletica leggera (entrambi nel 1910). Il 27 febbraio 1900 i calciatori lasciarono il club e fondarono una propria società calcistica, il Fußball-Club Bayern München e. V., noto in italiano come Bayern Monaco.
Durante la prima guerra mondiale morirono più di 700 membri del club e diversi dipartimenti furono sciolti, anche se qualche tempo dopo alcuni dei reparti furono ricostituiti: pallamano (1920), pugilato, judo (entrambi nel 1926), hockey (1928), tennis, tennis da tavolo (entrambi nel 1937), badminton (1956), sollevamento pesi (1966), karate (1967), tennis (1969), danza (2000) e pallavolo (2004).